# Joaquim José Silveira Júnior
Joaquim José Silveira Júnior (São Francisco do Sul, 6 de abril de 1870 — São Francisco do Sul, 27 de março de 1955) foi um político brasileiro.

## Biografia
Filho de Joaquim José da Silveira e de Rosa Miranda Évora da Silveira.
Foi deputado à Assembleia Legislativa de Santa Catarina na 3ª legislatura (1898 — 1900).
Foi prefeito de São Francisco do Sul.